# Quazemí
El Quazemí, o Pic de Quazemí, és una muntanya de 2.417,6 m alt del límit dels termes comunals de Castell de Vernet i de Vernet, tots dos de la comarca del Conflent, a la Catalunya del Nord.
És a l'oest de l'extrem meridional del terme de Vernet i al sud-est del de Castell de Vernet. És al sud-est del Coll de la Jaça d'en Vernet i a ponent de la Collada Llarga i del Quazemí de Dalt, davant a ponent del Canigó.